# Маяки (Забайкальский край)
Маяки́ — село в южной части Карымского района Забайкальского края России.
Население — 284 человек (2021).

## География
Расположено на реке Ундурга, в месте впадения в неё речки Средняя Бадонова. До районного центра, Карымского, 17 км. До Читы 120 км.

## Население
| 1989 | 2002 | 2010 | 2021 |
| ---- | ---- | ---- | ---- |
| 369  | ↘330 | ↘285 | ↘284 |

## Сельское поселение «Маякинское»
В состав сельского поселения «Маякинское» входят также село Зубковщина и курортный посёлок Олентуй.

## Инфраструктура
Средняя школа, библиотека, фельдшерско-акушерский пункт.

## Известные люди
- Никифоров, Иван Яковлевич — Герой Советского Союза, участник Великой Отечественной войны